# ソ連邦大元帥
ソ連邦大元帥（ソれんぽうだいげんすい、ロシア語: Генералиссимус
Советского Союза, ラテン文字転写: Generalissimus of the Soviet Union）は、ソビエト連邦（ソ連）における個人的に贈与される最上位の階級である。

## 解説
ソ連邦大元帥は、1943年2月6日から、モスクワの工場「レッソラ」の労働者、技術者、従業員の集団請願、および1945年6月24日からの戦線司令官、赤軍参謀本部、海軍の会議に基づいて 、ソビエト連邦の最高軍事階級である「大元帥」の設置に関する1945年6月26日付けソビエト連邦最高会議幹部会令によって導入された。そして、6月27日、ソ連共産党政治局の提案と前線司令官の書面提出により、「大祖国戦争における卓越した功績を記念して」、中央委員会書記長及び閣僚会議議長にして、ソビエト連邦軍最高司令官のヨシフ・スターリンにソ連邦大元帥の称号が授与された。また、それに伴い、勝利勲章とソ連邦英雄の称号も授与された。

## 歴史
同時代の人々の記憶によれば、大元帥の軍事的地位を与えるという問題は何度か議論されたが、スターリン自体は常にその提案を拒否した。しかし、ソ連邦元帥コンスタンチン・ロコソフスキーの介入があって初めて大元帥昇格に同意した。
スターリンの側近のヴャチェスラフ・モロトフの証言によると、スターリンは、自分が大元帥に昇進したことを後悔していたという。スターリンの死後、ソ連邦大元帥の称号は有名無実のものとなったが、ソ連崩壊後の1993年まで法律や法令に記載されていた。
1993年1月1日にロシア連邦軍臨時内務規程が制定されるまで、ソ連邦大元帥の称号は名目上、ロシア連邦軍で効力を持ち続けた。しかし下位のソ連邦元帥の軍事階級は存在しなかった。
また、この階級はソ連史上スターリンにしか授与されなかったが、彼の事実上の後継者となった、ニキータ・フルシチョフ（最終階級は中将）と、そのフルシチョフの後継者となったレオニード・ブレジネフ（最終階級はソ連邦元帥）にこの階級を授与する提案を含む書簡が公文書館に保存されている。なお両者とも大祖国戦争期に赤軍の政治将校を務めた。
だが、フルシチョフもブレジネフも大元帥に就くことはなかった。しかし、大元帥の称号は、ソ連の影響を受けた中華人民共和国や朝鮮民主主義人民共和国にも波及し、中国では称号自体は存在したが、授与されるはずの毛沢東がそれを拒否したため、1965年に廃止された。北朝鮮では金日成と金正日（死後追贈）が授与された。両国とも、ソ連邦大元帥の肩章と同型であり、国章と星章が配置されている。

## 制服と肩章
ソ連邦大元帥の制服と記章は、赤軍の後方部隊によって開発されたが、スターリンの存命中には正式に承認されず、彼の死後はその必要性はなくなった。スターリンは大元帥の昇格を後悔し、存命中はソ連邦元帥の肩章を付けた、独自の制服を着用していた。
以下はソ連邦大元帥の肩章のデザインである。

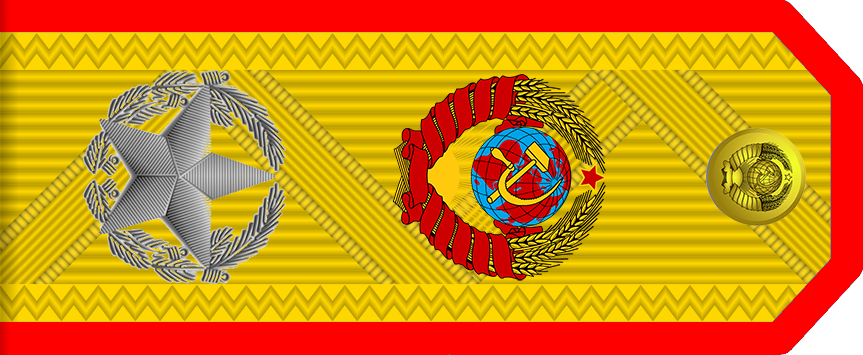
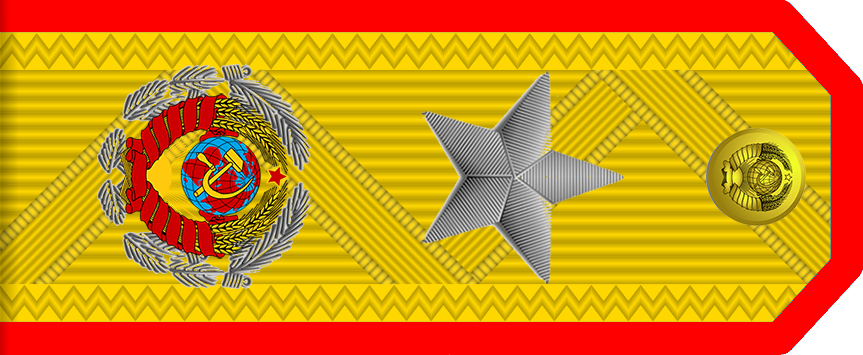
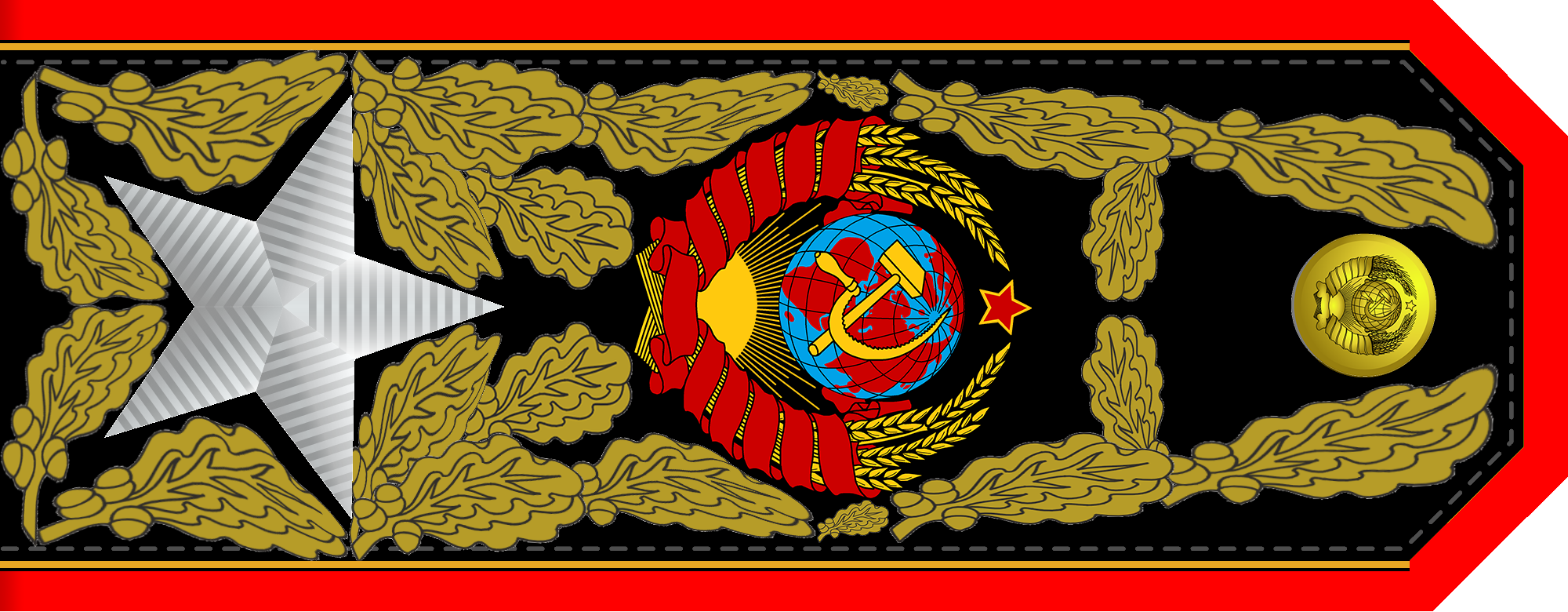
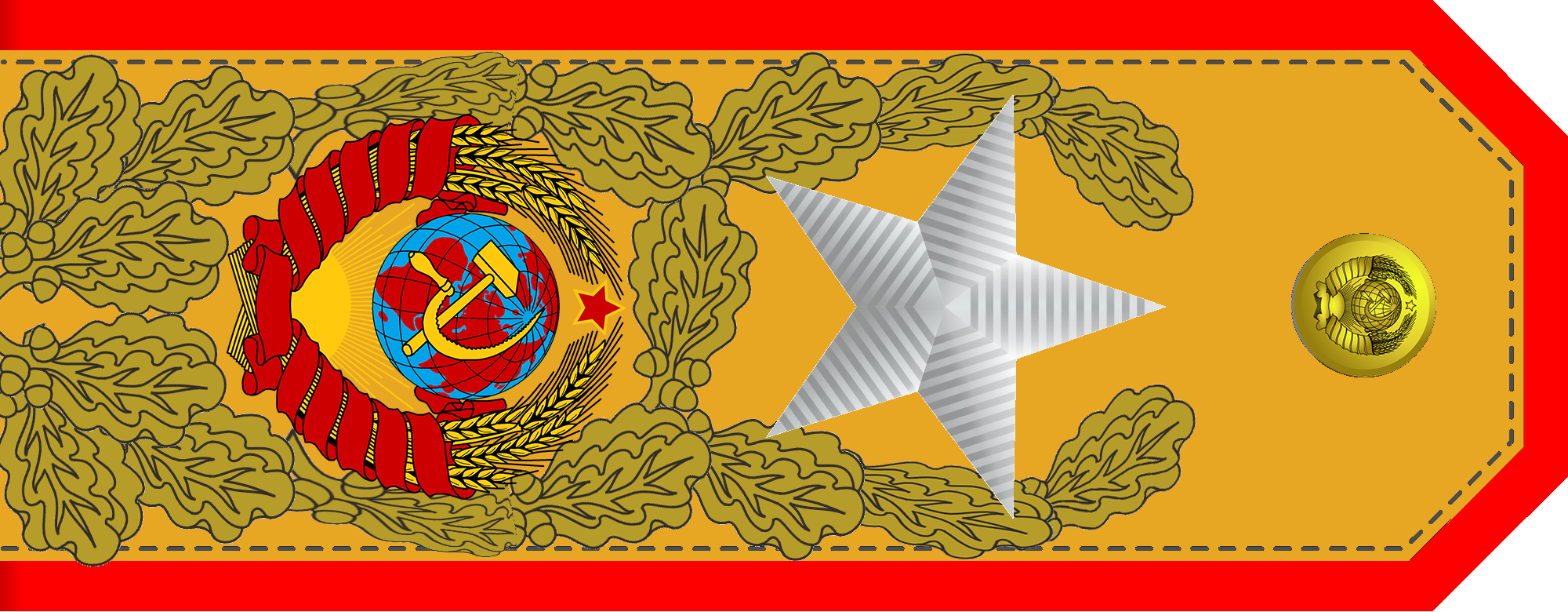
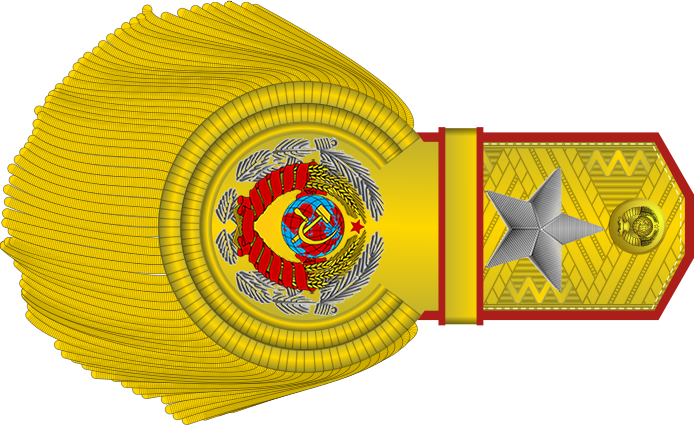

クレムリンに取材に来たアレクセイ・アントーノフ将軍は、スターリンの応接室で赤軍の パーヴェル・ドラチョフ将軍に会った。彼は私たちが見たことないような豪華な制服を着ていた。制服はクトゥーゾフ （ロシア帝国陸軍大元帥）の時代を模して縫製されたもので、襟が高く立っていた。ズボンはモダンな感じだったが、金色のランバが輝いていた。
スターリンの執務室には政治局のメンバーがおり、後方の責任者であるアンドレイ・フルリョフ将軍が彼らに報告をしていた。報告を終えると、彼は新しい軍服（ソ連邦大元帥の制服）をスターリンと政治局のメンバーに見せる許可を得た。スターリンは上機嫌であった。フルリョフは応接室に合図を送り、そこにドラチョフが入ってきた。スターリンは制服をざっと見て、ほくそ笑み、「誰にこんな格好をさせるんだ？ 」と尋ねた。フルリョフは答えようとしたが、「誰のために？ 」とスターリンが口を挟み、「同志スターリン、あなたのためです。」と答えた。ドラチョフは部屋から追い出され、その後スターリンは一度も大元帥の制服を着ることはなかった。

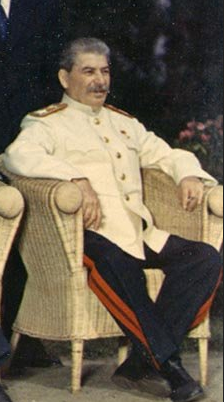
ソ連邦元帥の制服を着用するスターリン（ポツダム会談にて）

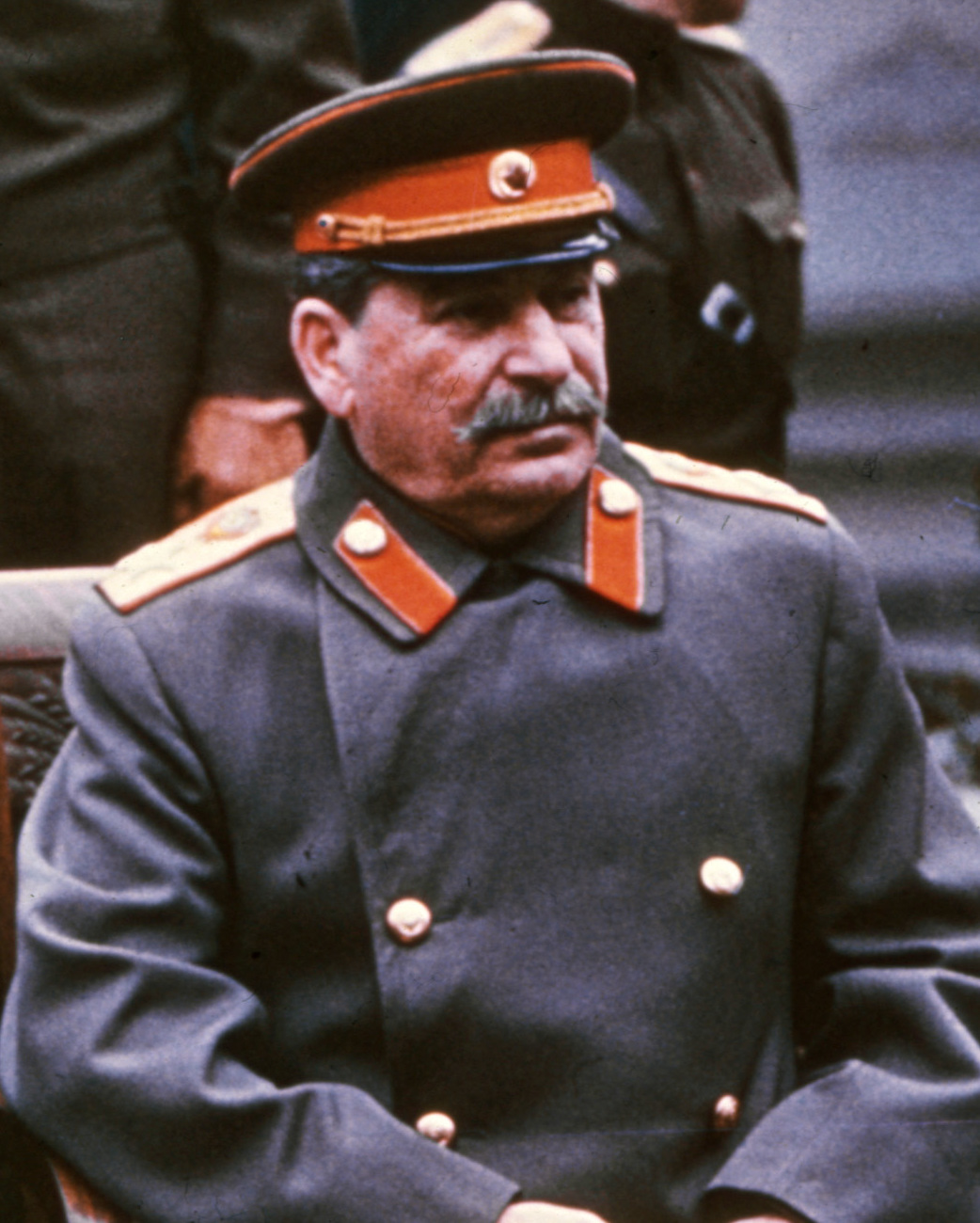
ソ連邦元帥の制服を着用するスターリン（ヤルタ会談にて）

実際スターリンは、襟と4つのポケットが付いた標準的なカットの元帥服を着ていたが、色は独特の薄い灰色だった。将軍のオーバーコートのボタンホールは赤で、縁取りとボタンは金色だった。これは公式の制服であり、肖像画やポスターにも描かれている。